# Rigny-sur-Arroux
Rigny-sur-Arroux település Franciaországban, Saône-et-Loire megyében. Lakosainak száma 616 fő (2022. január 1.). Rigny-sur-Arroux Curdin, Clessy, Digoin, Gueugnon, La Motte-Saint-Jean, Neuvy-Grandchamp és Saint-Vincent-Bragny községekkel határos.

## Népesség
A település népessége az elmúlt években az alábbi módon változott:
| Lakosok száma | 690  | 661  | 658  | 642  | 634  | 626  | 623  | 619  | 616  |
|               | 2013 | 2015 | 2016 | 2017 | 2018 | 2019 | 2020 | 2021 | 2022 |